# Uroš Urbanija
Uroš Urbanija, slovenski novinar in slovenist, * 21. december 1975, Ljubljana. 
Urbanija je nekdanji novinar in nekdanji direktor Urada Vlade Republike Slovenije za komuniciranje (UKOM). Je nekdanji direktor TV Slovenija. Trenutno je odgovorni urednik informativnega programa Planet TV.

## Življenjepis
Univerzitetno je diplomiral iz novinarstva in slovenistike. Leta 2002 se je na Rimski univerzi La Sapienza (Sapienza Università di Roma) zaposlil kot lektor za slovenski jezik, kjer je ostal do leta 2007. Vmes je leta 2005 opravil še znanstveni magisterij s področja starejše slovenske književnosti.

### Delo v medijih
Po prihodu iz Italije se je zaposlil na Slovenski tiskovni agenciji, leta 2010 pa začel urednikovati Multimedijskemu centru RTV Slovenija (MMC RTVSLO). Leta 2012 je ob ustanovitvi televizije Planet TV prevzel uredniško mesto dnevnoinformativne oddaje Danes, kjer je ostal do 24. marca 2014. Kasneje je bil eden od ustanovnih članov Nove24TV.
21. marca 2020 ga je vlada Republike Slovenije imenovala na mesto vršilca dolžnosti direktorja Urada Vlade Republike Slovenije za komuniciranje. 17. septembra 2020 je bil imenovan za direktorja s polnimi pooblastili. Ob nastopu nove vlade ga je zamenjal Dragan Barbutovski. Urbanija se je nato prijavil na razpis za direktorja Televizije Slovenija. 7. julija 2022 je programski svet dal soglasje k njegovi kandidaturi.
18. julija 2022 je postal direktor TV Slovenija, razrešen pa je bil 24. avgusta 2023.
S 1. decembrom je postal del ekipe Planet TV, kjer je odgovorni urednik informativnega programa televizije.